# Asilus podagricus
Asilus podagricus là một loài ruồi trong họ Asilidae. Asilus podagricus được Schrank miêu tả năm 1803. Loài này phân bố ở vùng Cổ Bắc giới.